# Mary Clare Metz
Hna.  Mary Clare Metz ( n. 1907 ) es una religiosa, profesora, y botánica estadounidense
Desarrolló gran parte de sus actividades científicas y académicas como religiosa, y profesora de Botánica en la "Facultad de Nuestra Señora del Lake College", de San Antonio, Texas.

## Algunas publicaciones
- 1934. A flora of Bexar County, Texas (Contribution from the Biological Laboratory of the Catholic University of America). Ed. The Catholic University of America. 3 pp.

- 1931. A check list of the flora of Bexar County, Texas: including a list of species collected by the author and those species whose presence can be inferred from the literature. Editor	Biol.)--Catholic University of America, 278 pp.

## Honores
El "Metz Hall", el edificio de Ciencias y de Matemática fue nombrado en su honor.

### Epónimos
- (Cyperaceae) Cyperus metzii (Hochst. ex Steud.) Mattf. & Kük.[2]

- La abreviatura «Metz» se emplea para indicar a Mary Clare Metz como autoridad en la descripción y clasificación científica de los vegetales.[3]